# Léon Ier de Gaète
Léon Ier de Gaète, parfois surnommé  « l' Usurpateur », fut régent du Duché de Gaète de 1017 à  1024. Il était le plus jeune des fils du duc Jean III et de la duchesses Emilia. Après la mort de son frère, Jean IV en 1008, sa mère exerce la régence pour le compte de son petit-fils, le neveu de Léon, Jean V. Léon dispute à sa mère la régence et l'en évince en 1017.
Comme régent, Léon attribue des domaines publics à Kampulus, fils de Docibilis, de la puissante famille  Kampuli, dans doute dans le but d'obtenir le soutien de sa famille. Les pêcheries possédées par le duc dans les îles de Ventotene et Santo Stefano dans les  îles Pontines sont données à Kampulus.
Dans un unique document de 1023  Léon et Emilia sont désignés comme régents, mais il émanent de la région autonome de  Suio et 
ne tient pas en compte du « fait accompli ». Léon n’apparaît plus comme régent de Gaète après 1024, et il est possible qu'il soit mort vers cette date. Sa mère renonce à sa fonction en  1025. Le conflit entre Léon et sa mère fut dévastateur 
pour l'influence de  Gaète dans la région. Les comtes de  Minturno cessent de reconnaître la souveraineté de  Gaète à cette époque, comme d'ailleurs la région de Sperlonga.

## Sources
- (en) Cet article est partiellement ou en totalité issu de l’article de Wikipédia en anglais intitulé « Leo I of Gaeta » (voir la liste des auteurs).
- (en) Patricia Skinner (historienne), Family Power in Southern Italy : The Duchy of Gaeta and Its Neighbours, 850–1139, Cambridge University Press, 1995, 340 p. (ISBN 978-0-521-52205-2, lire en ligne)
- Jules Gay L'Italie méridionale et l'Empire byzantin depuis l'avènement de Basile Ier jusqu'à la prise de Bari par les Normands (867-1071) Albert Fontemoing éditeur, Paris 1904 p. 438.